# NGC 6951
NGC 6951 (NGC 6952) é uma galáxia espiral barrada (SBbc) localizada na direcção da constelação de Cepheus. Possui uma declinação de +66° 06' 21" e uma ascensão recta de 20 horas, 37 minutos e 14,0 segundos.